# Angelo Tonini
Angelo Augusto Tonini (Vicenza, 3 marzo 1889 – Milano, 18 febbraio 1974) è stato un lunghista, altista e calciatore italiano, di ruolo attaccante.

## Carriera
Arrivò al Vicenza nel 1910, rimanendovi per due stagioni, nelle quali giocò complessivamente 7 partite in massima serie segnando anche 3 gol. Nel 1911 si trasferì a Milano per ragioni lavorative, e continuò a giocare nell'Unione Sportiva Milanese. In quegli stessi anni fu campione italiano nella corsa veloce, e per questo motivo partecipò anche ai Giochi olimpici di Stoccolma 1912 sia nella corsa che nel salto in lungo.

## Palmarès

### Atletica leggera

#### Campionati nazionali
1912
- Argento ai campionati italiani assoluti, staffetta olimpionica